# Kościół Matki Bożej Częstochowskiej w Warnołęce
Kościół pw. Matki Boskiej Częstochowskiej w Warnołęce – zabytkowa świątynia ryglowa w miejscowości Warnołęka w gminie Nowe Warpno.

## Historia

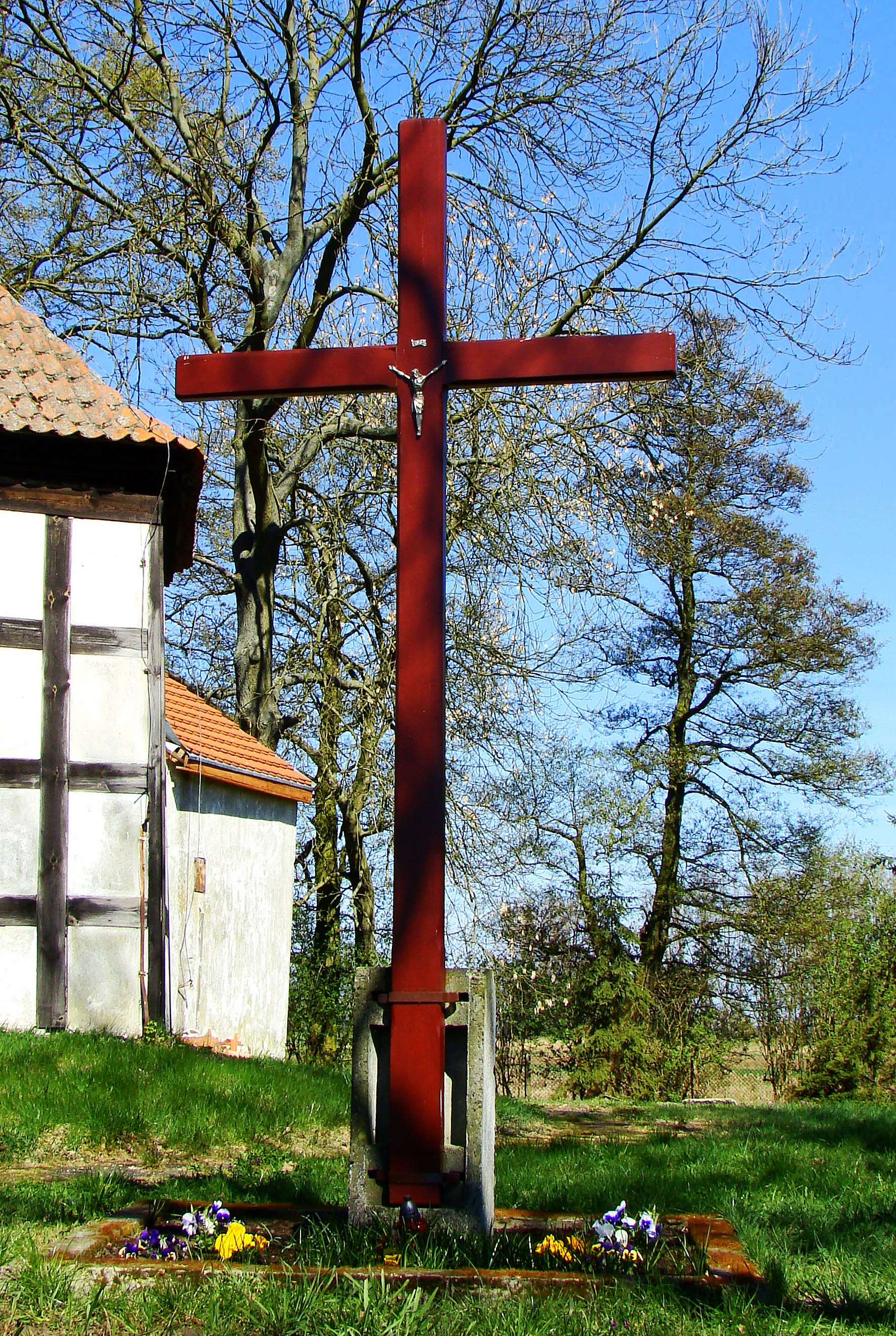
Krzyż przykościelny

Kościół filialny parafii pw. Wniebowzięcia Najświętszej Marii Panny w Nowym Warpnie, wybudowana w XVIII wieku, do 1945 świątynia ewangelicka, 26 sierpnia 1946 poświęcona i od tego czasu użytkowana jako kościół rzymskokatolicki. Świątynia wraz z otoczeniem znajduje się w rejestrze zabytków (nr. rej. A-518 z 30.10.1997).

### Architektura
Kościół wzniesiono na planie prostokąta, od wschodu zamknięto go trójbocznie, zabytek jest orientowany. Ściany postawiono na fundamentach z kamienia i podwalinie, w niej osadzono drewniane słupy. Konstrukcję podtrzymuje oczep i legary stropowe. Belki łączone są ryglami i zastrzałami. W części zachodniej znajduje się wieża, również o konstrukcji szkieletowej. Wieża jest zwieńczona hełmem w kształcie ostrosłupa z kulą i krzyżem. Fanych są wypełnione cegłami i otynkowane na biało. Świątynia jako budynek szachulcowy prezentuje się imponująco. Wnętrze przykryto stropem drewnianym i dachem dwuspadowym, wejście od strony zachodniej, okna szczelinowe. Od strony północnej znajduje się dobudowana zakrystia na planie kwadratu.

### Wyposażenie
- cynowy świecznik z 1740,
- empora chórowa,
- dzwon spiżowy z 1727 na wieży.

## Otoczenie
Kościół stoi na niewysokim wzgórzu, w zachodniej części wsi, z dala od głównej drogi (nr 114), łączącej Police z Nowym Warpnem. Teren okalający pełnił dawniej funkcje cmentarza, obecnie zachował się cenny starodrzew, kontrastujący z barwami kościoła (czerń i biel).